# Río Medway
El río Medway es un río costero de la vertiente del mar del Norte del Reino Unido que discurre por el sureste de Inglaterra. Discurre a lo largo de 112 km desde su nacimiento en Turners Hill, en la zona de West Sussex, hacia Tonbridge, Maidstone y la conurbación de Medway en  Kent, para desembocar en el estuario del Támesis en Sheerness. La boca del río está ubicada en un sitio llamado Garrison Point, entre la isla de Sheppey y la isla de Grain.
Existen varios puentes que permiten cruzar el Medway a lo largo de su recorrido.

## Eventos históricos
- El ejército romano cruzó el río en el año 43 d. C. en la batalla del río Medway.
- El río también figuró prominentemente en la campaña naval holandesa en 1667 que llevó al ataque de Medway.

## Enlaces externos

Escudo de Kent